# Gelis parfentjevi
Gelis parfentjevi là một loài tò vò trong họ Ichneumonidae.